# مارفن لان
مارفن لان (بالإنجليزية: Marvin Lane)‏ هو لاعب كرة قاعدة أمريكي، ولد في 18 يناير 1950 في ساندرفيل في الولايات المتحدة.